# AirPods Pro

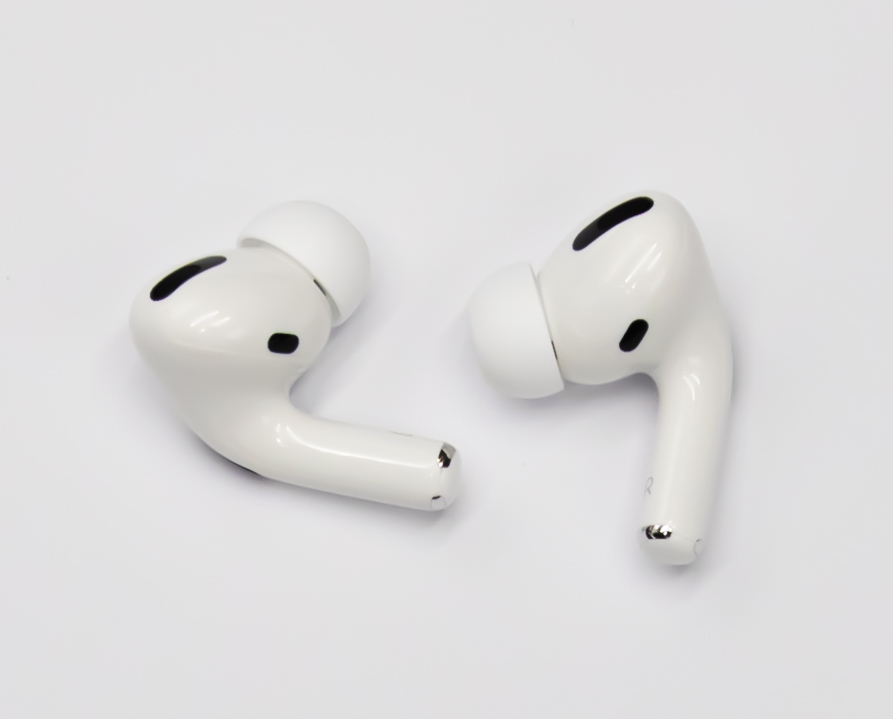
AirPods Pro

AirPods Pro – bezprzewodowe słuchawki marki Apple w wersji Pro. Słuchawki ładują się poprzez bezprzewodowe etui. Airpods Pro można indywidualnie dostosować do ucha, dzięki wymiennym wkładkom. Premiera produktu odbyła się 30 października 2019.
| Producent                      | Apple Inc.  |
| Tryb transmisji bezprzewodowej | Bluetooth   |
| Czas pracy                     | 4,5h        |
| Rodzaj słuchawek               | Douszne     |
| Model                          | AirPods Pro |
| Waga                           | 5,4g        |